# Croce monumentale del monte Beigua
La croce monumentale del monte Beigua è una struttura realizzata in cemento armato a forma di croce e posta a quota 1267 m, 700 metri ad ovest della vetta del monte Beigua, nel comune di Sassello, in provincia di Savona.

## Storia e descrizione
La croce è alta 18,50 m ed ha una apertura di quasi 7 metri. È dotata di una scala interna che conduce ad un braccio dal quale si può spaziare con la vista dalla Corsica a gran parte dell'arco alpino nord-occidentale.
La struttura fu realizzata tra il 1932 e il 1933. Nella base è stata ricavata una piccola cappella sopra la cui porta è incastonato un mattone della porta santa di Roma a memoria dell'anno santo 1932.
La croce è collegata al vicino santuario della Regina Pacis tramite una via Crucis scolpita dall'artista Emilio Demetz e inaugurata nel 1937.